# Non c'è niente da ridere
Non c'è niente da ridere (in originale Nichtlustig) è una raccolta di vignette umoristiche di genere umorismo nero realizzate dal fumettista tedesco Joscha Sauer. L'edizione in lingua italiana è stata pubblicata dalla casa editrice Planeta DeAgostini.

## Storia editoriale

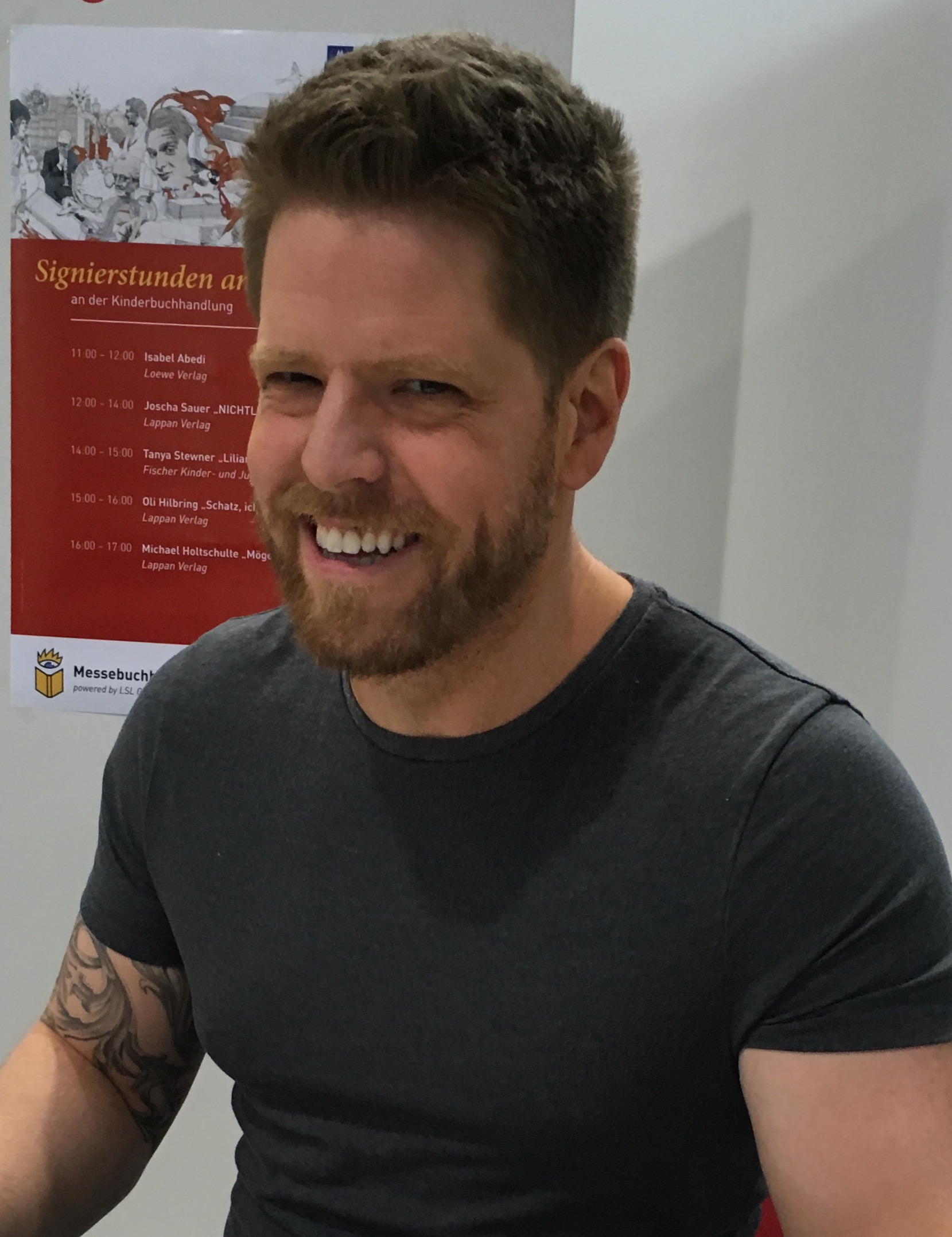
Joscha Sauer

Le vignette furono originariamente pubblicate da Sauer sul proprio sito internet dal 2000; solo nel 2003, in seguito al successo che il fumetto ebbe sul web, una casa editrice tedesca, la Carlsen, decise di pubblicarne l'edizione cartacea, con il titolo Nichtlustig.
Una delle caratteristiche salienti del fumetto riguarda il suo stile di disegno: a differenza della maggior parte dei web comic, per lo più realizzati con disegni più o meno stilizzati e sovente tramite grafica computerizzata, le vignette di Sauer sono disegnate rigorosamente a mano, con uno stile simile a quello della Disney, e colorati ad acquerello.
Oltre alle vignette, Sauer ha realizzato anche delle storie più lunghe in due o tre tavole e apparse solo nelle raccolte cartacee in volumi. Diversamente dalle vignette, le situazioni presenti in queste storie vengono richiamate in altre, creando una sorta di continuity.

## Personaggi
I protagonisti delle diverse vignette sono spesso animali dai comportamenti antropomorfi, esseri di fantasia quali yeti, alieni e robot otre a esseri umani. Spesso di essi vengono posti in risalto o ridicolizzati i comuni stereotipi, trasfigurati al punto da risultare comici. Un esempio tipico possono essere le varie vignette che vedono protagonisti dei lemming, sempre intenti a trovare nuovi modi - spesso piuttosto creativi - per suicidarsi, secondo quella che è la comune credenza popolare. Oltre a questo, il fumetto presenta spesso delle comuni scene di vita quotidiana, rappresentate però sotto una luce sarcastica, ironica o semplicemente illogica.
Sebbene ogni vignetta del fumetto possa essere comprensibile a sé, in alcune di queste compaiono alcuni personaggi ricorrenti che talvolta finiscono anche per interagire tra loro. Fra di essi vi sono:
- degli Yeti sempre affamati, con idee piuttosto particolari su come uccidere le loro prede. A loro si aggiunge talvolta un kraken, apparentemente a suo agio anche fuori dall'acqua
- dei Clown
- una personificazione della Morte, con tanto di falce.
- due scienziati pazzi, Wilson e Pickett, inventori, fra l'altro di una macchina del tempo e di un robot assassino, NF-700, che nonostante la sua programmazione omicida insegna in un asilo
- due dinosauri, fuoriusciti dalla macchina del tempo di cui sopra
- il signor Riebmann, un curioso personaggio che vive nell'intercapedine di un muro, ed il suo vicino di casa
- alcuni elefanti pasticcioni ed ingombranti
- un uomo in costume da pollo
- alcuni mafiosi
- due alieni

## Pubblicazioni
Dei primi due volumi, pubblicati in lingua italiana, viene presentata appunto questa edizione.
- Sauer, Joscha: Non c'è niente da ridere, Planeta De Agostini, Barcellona, 2006, ISBN 978-84-674-3944-1
- Sauer, Joscha: Non c'è niente da ridere n.2, Planeta De Agostini, Barcellona, 2007 ISBN 978-84-674-3946-5
- Sauer, Joscha: NICHTLUSTIG 3, Carlsen, Hamburg, 2005, ISBN 3-551-77393-9
- Sauer, Joscha: NICHTLUSTIG Wochenkalender 2006, Carlsen, Hamburg, 2005, ISBN 3-551-96518-8
- Sauer, Joscha: NICHTWEIHNACHTEN, Carlsen, Hamburg, 2005, ISBN 3-551-78641-0
- Sauer, Joscha: Nicht lustig, Piper, München/Zürich, 2006, ISBN 3-492-24510-2
- Sauer, Joscha: NICHTLUSTIG Wochenkalender 2007, Carlsen, Hamburg 2006, ISBN 3-551-68301-8